# Trichoceromyza
Trichoceromyza är ett släkte av tvåvingar. Trichoceromyza ingår i ordningen tvåvingar, klassen egentliga insekter, fylumet leddjur och riket djur.
Kladogram enligt Catalogue of Life:
| Trichoceromyza | \| \| Trichoceromyza livida \| \| \| \| \| \| Trichoceromyza lutescens \| \| \| \| |
|                | \| \| Trichoceromyza livida \| \| \| \| \| \| Trichoceromyza lutescens \| \| \| \| |
|                | Trichoceromyza livida                                                              |
|                |                                                                                    |
|                | Trichoceromyza lutescens                                                           |
|                |                                                                                    |